# Guapira longicuspis
Guapira longicuspis är en underblomsväxtart som beskrevs av Cyrus Longworth Lundell. Guapira longicuspis ingår i släktet Guapira och familjen underblomsväxter. Inga underarter finns listade i Catalogue of Life.